# جريج بيرغ
جريج بيرغ (بالإنجليزية: Greg Berg)‏ (و. 1960 – م) هو ممثل صوت، وممثل، من الولايات المتحدة الأمريكية، ولد في ساكرامنتو، كاليفورنيا.

## وصلات خارجية
- جريج بيرغ على موقع IMDb (الإنجليزية)
- جريج بيرغ على موقع ألو سيني (الفرنسية)
- جريج بيرغ على موقع أول موفي (الإنجليزية)
- جريج بيرغ على موقع قاعدة بيانات الأفلام السويدية (السويدية)
- جريج بيرغ على موقع ديسكوغز (الإنجليزية)
- جريج بيرغ على موقع قاعدة بيانات الفيلم (الإنجليزية)
- جريج بيرغ على موقع كينوبويسك (الروسية)